# Gouden Rots

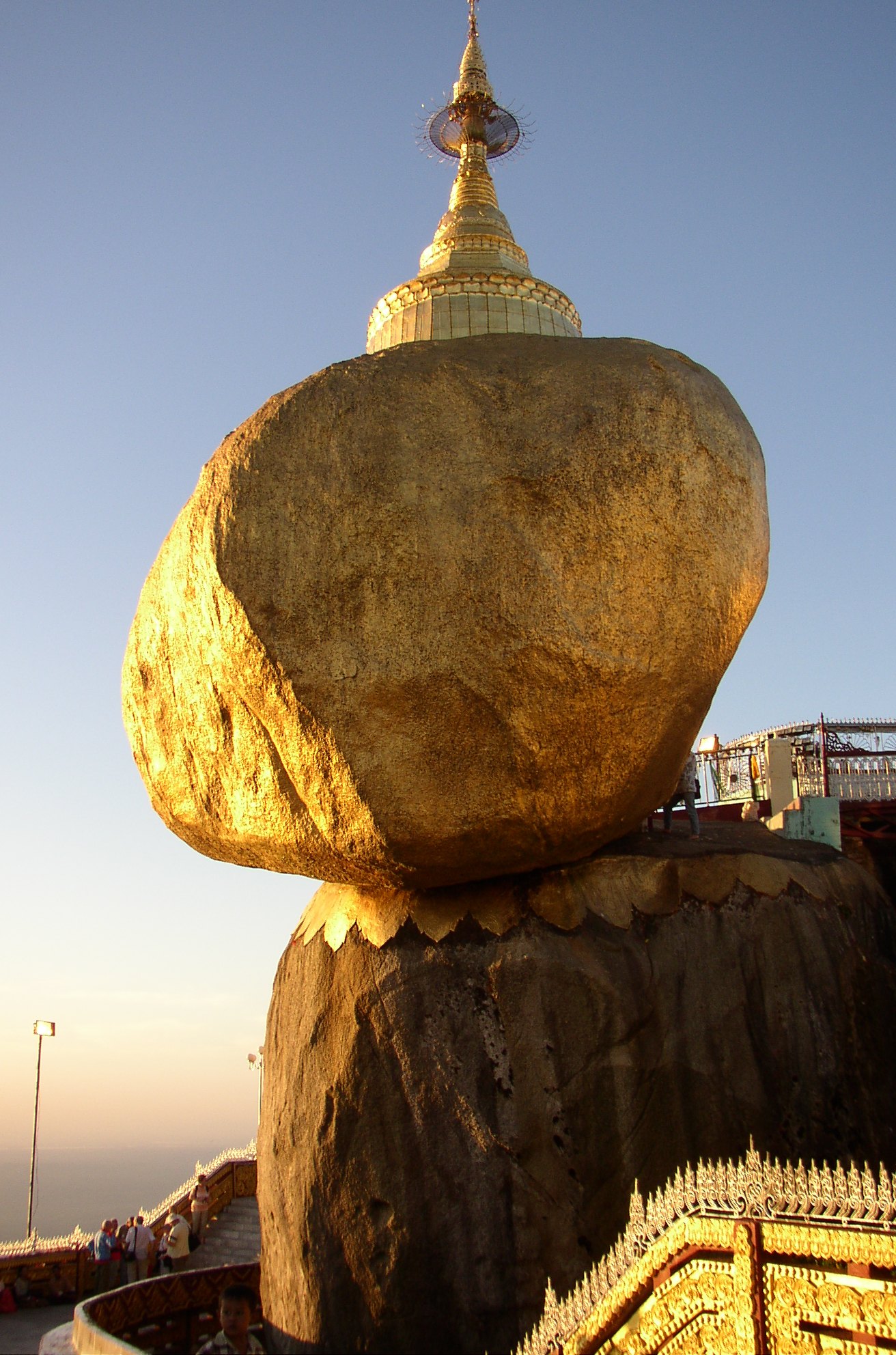
Gouden rots met de pagode

De Gouden Rots is een monoliet, die zich bevindt in Kyaikto in de Myanmarese staat Mon, op 210 kilometer van de voormalige hoofdstad Yangon. De gouden rots is een metershoog granieten rotsblok, dat door gelovigen is volgeplakt met bladgoud. De rots balanceert op de rand van de top van de 1100 meter hoge Kyaiktoberg.
Boven op de rots is een 7,3 meter hoge, gouden pagode gebouwd. Volgens de overlevering blijft het geheel in evenwicht door een haar van Boeddha. De Gouden Rots is een van de drie belangrijkste Boeddhistisch bedevaartsoorden van Myanmar.
Vrouwen mogen de rots niet aanraken.

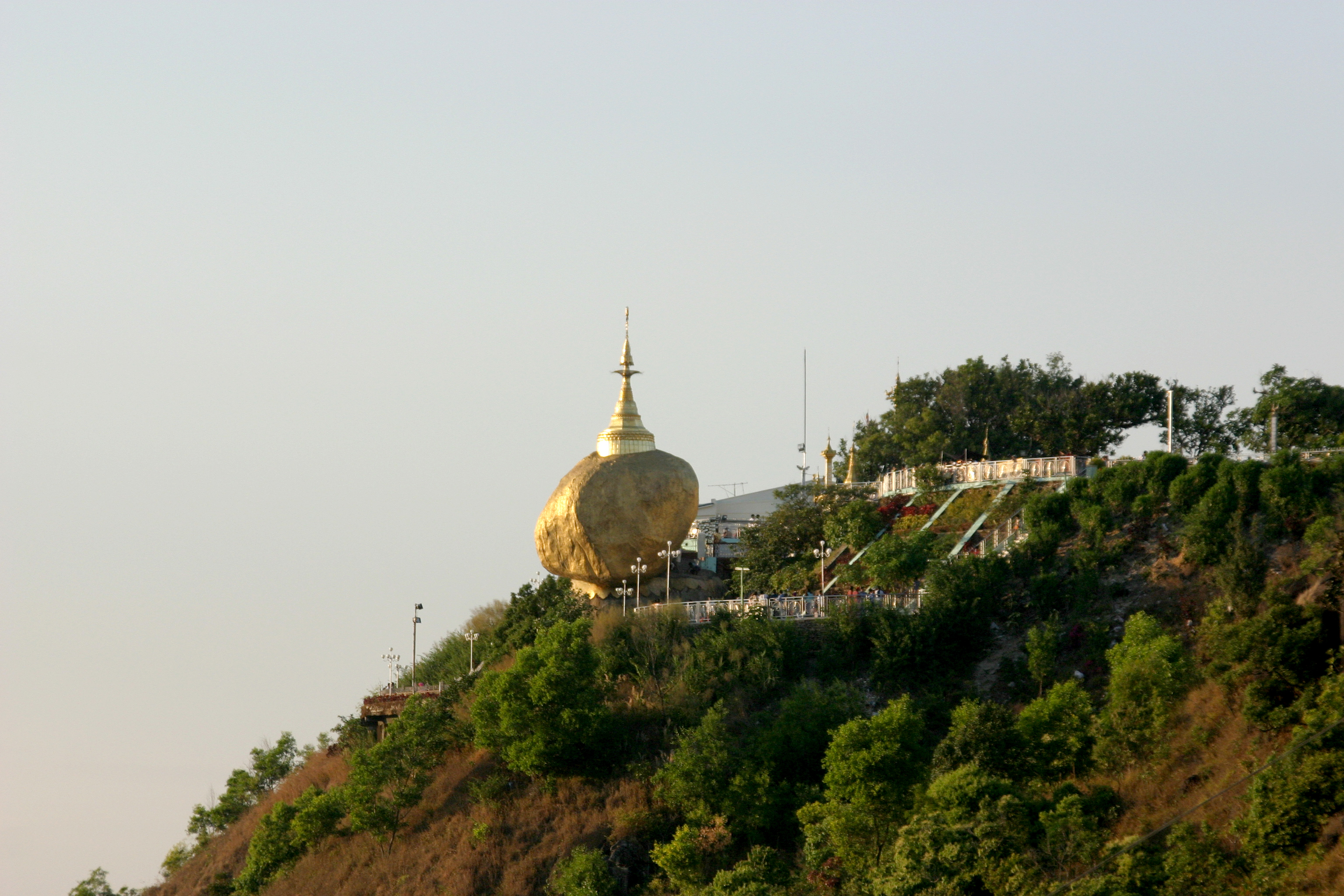
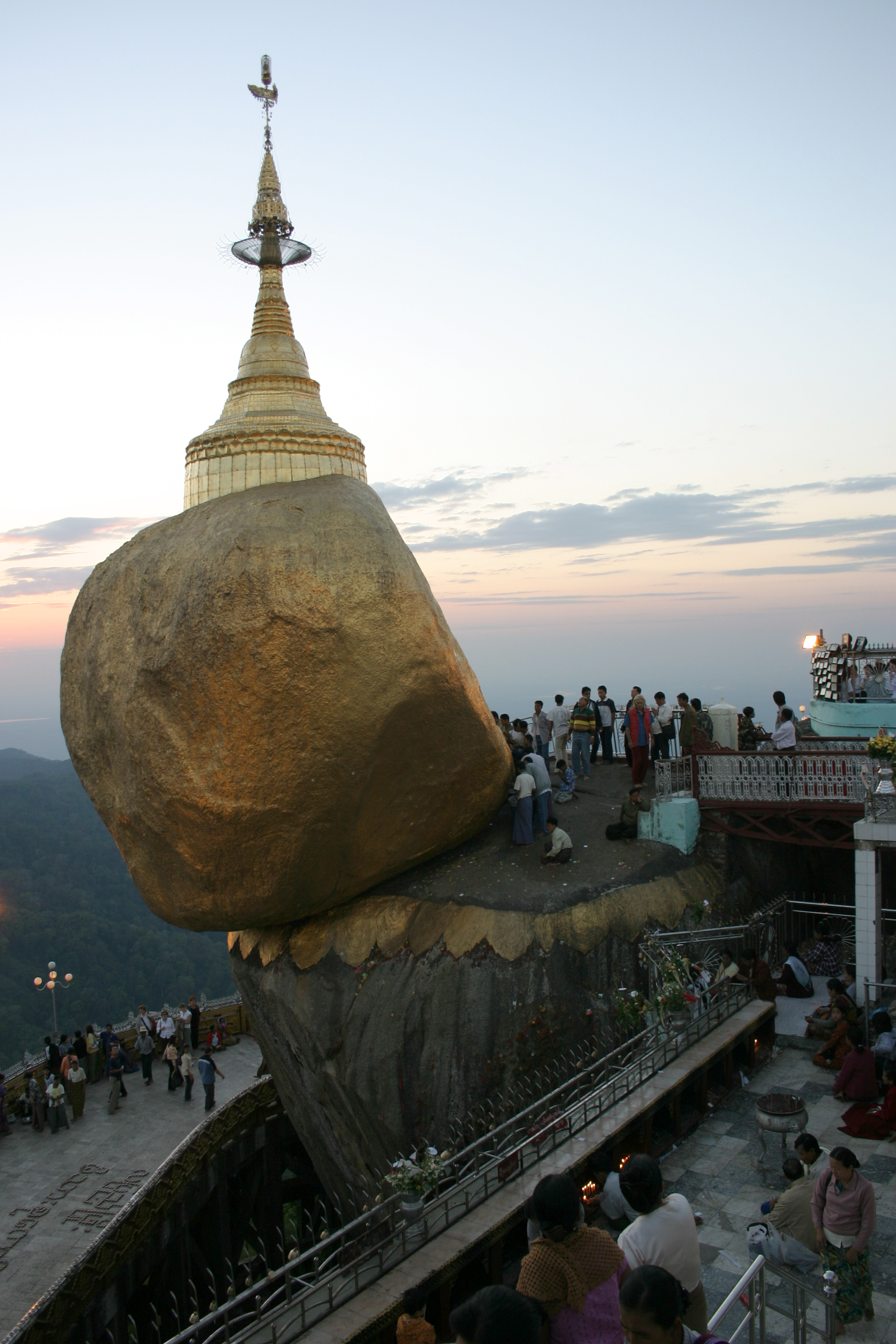
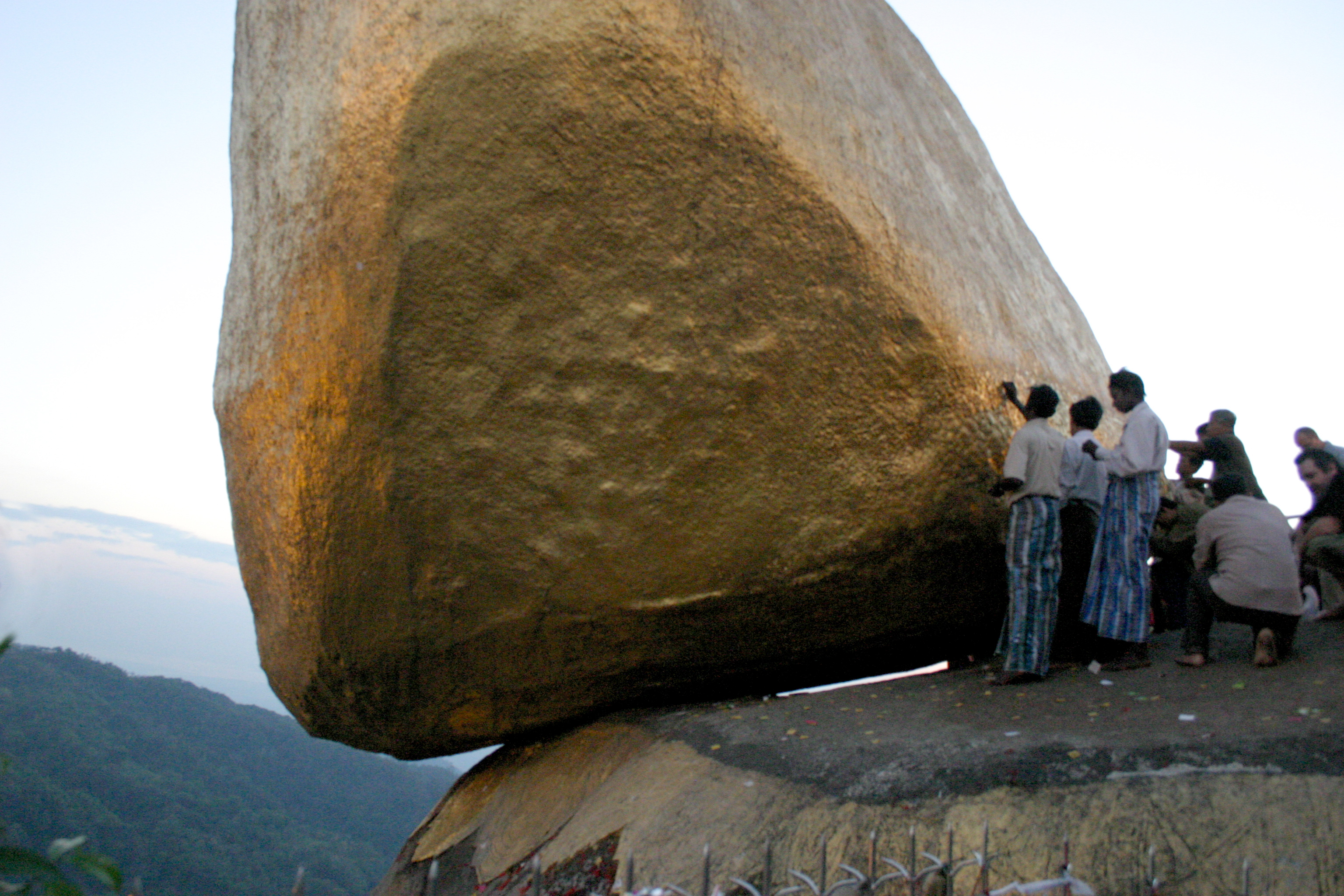
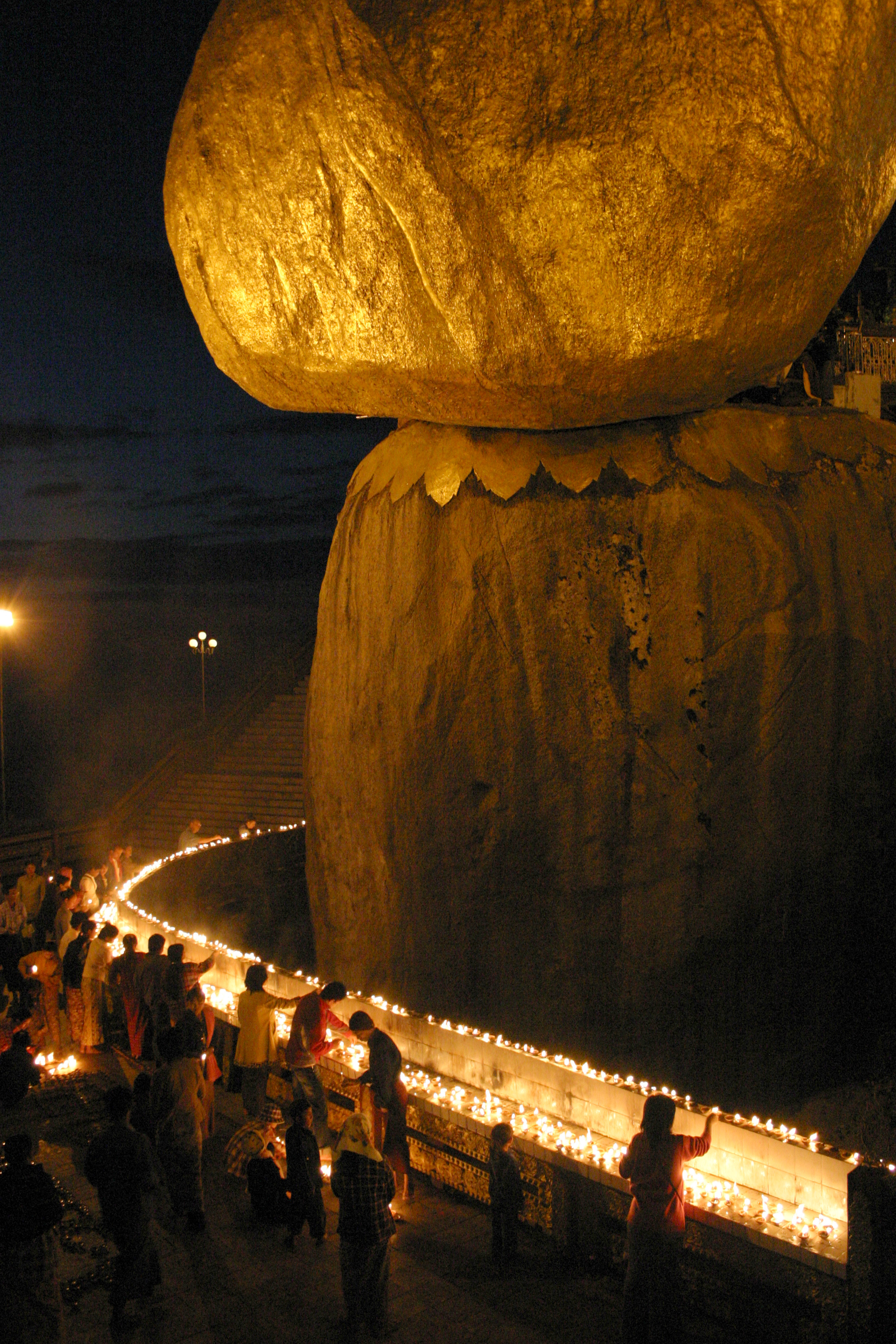
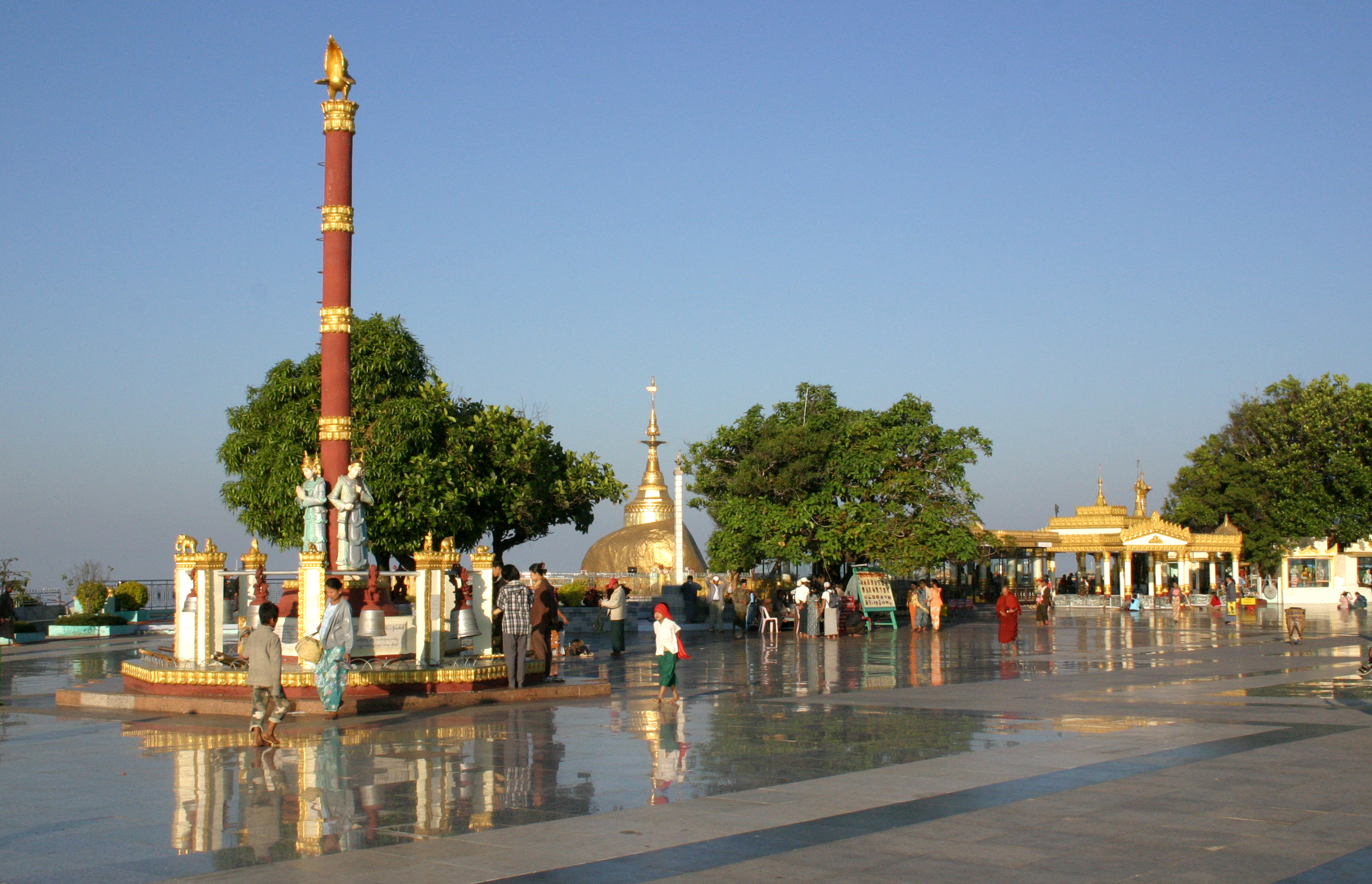